# Піща (пункт контролю)
51°36′49.3″ пн. ш. 23°50′16.3″ сх. д. / 51.613694° пн. ш. 23.837861° сх. д.

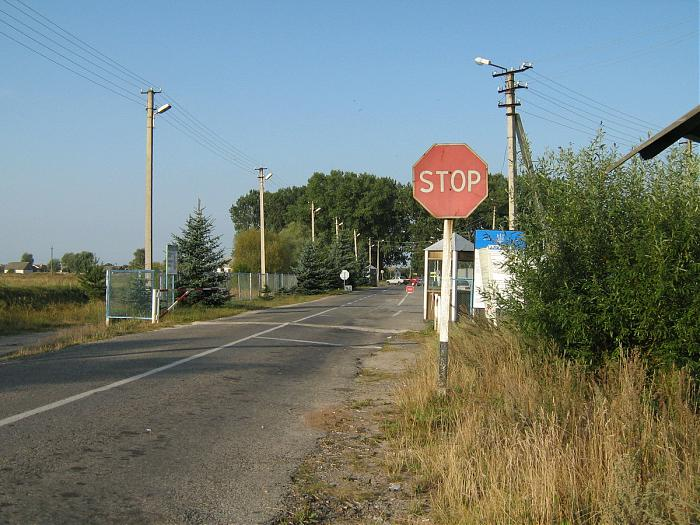
Пункт пропуску «Піща»

Пі́ща — пункт пропуску через державний кордон України на кордоні з Білоруссю.
Розташований у Волинській області, Шацький район, поблизу однойменного села на автошляху Т 0307. З білоруського боку знаходиться пункт пропуску «Олтуш» на трасі Р17 у напрямку Малорити.
Вид пункту пропуску — автомобільний. Статус пункту пропуску — міждержавний.
Характер перевезень — пасажирський, вантажний.
Окрім радіологічного, митного та прикордонного контролю, пункт пропуску «Піща» може здійснювати фітосанітарний, ветеринарний та екологічний контроль.
Пункт пропуску «Піща» входить до складу митного посту «Ратне» Ягодинської митниці. Код пункту пропуску — 20504 04 00 (21).